# Ignacio Barrios (futbolista)
Ignacio Luis Barrios Hernández (Tarariras, Uruguay; 26 de octubre de 1992) es un futbolista uruguayo. Juega como portero y su equipo actual es Club Cienciano de la Liga 1 del Perú. 

## Trayectoria
Realizó las categorías formativas en Defensor Sporting. Curiosamente tuvo su debut profesional con el club en una derrota por Copa Sudamericana el 23 de junio de 2012, siendo este su primer y único partido de manera oficial. Después fue cedido a diversos equipos del ascenso uruguayo hasta terminar el contrato con Defensor Sporting.
En febrero de 2019, se unió al Cerrito en la Primera División.
A inicios de 2020, fue fichado por el Alianza Atlético de la Liga 2 de Perú, obteniendo así su primera experiencia internacional y consiguiendo el ascenso a Primera División en su primer año con el equipo.
En enero de 2022, firmó con el Asociación Deportiva Tarma de la misma liga.
En el 2024 fichó por Unión Comercio, club con el que descendería a final de temporada.

## Clubes
Actualizado al último partido disputado el 29 de octubre de 2023.
| Club                   | País          | Año           | Partidos | Goles |
| ---------------------- | ------------- | ------------- | -------- | ----- |
| Defensor Sporting      | Uruguay       | 2012          | 1        | 0     |
| Juventud Las Piedras   | Uruguay       | 2013-2014     | 9        | 0     |
| Huracán                | Uruguay       | 2014-2015     | 23       | 0     |
| Plaza Colonia          | Uruguay       | 2016          | 3        | 0     |
| Villa Española         | Uruguay       | 2016-2017     | 24       | 0     |
| Montevideo City Torque | Uruguay       | 2017-2018     | 8        | 0     |
| Cerrito                | Uruguay       | 2019          | 20       | 0     |
| Alianza Atlético       | Perú          | 2020-2021     | 38       | 0     |
| ADT                    | Perú          | 2022-2023     | 68       | 0     |
| Unión Comercio         | Perú          | 2024          | 19       | 0     |
| Cienciano              | Perú          | 2025-act.     | 5        | 0     |
| Total carrera          | Total carrera | Total carrera | 213      | 0     |